# الأكاديمية الدولية لمكافحة الفساد
الأكاديمية الدولية لمكافحة الفساد (IACA) هي منظمة حكومية دولية  يقع مقرها في لاكسنبورغ، النمسا، تدرس الأكاديمية المسؤولين الحكوميين والمهنيين  تدابير مكافحة الفساد. العضوية في المنظمة، بدون رسوم عضوية إلزامية،  مفتوحة للدول الأعضاء في الأمم المتحدة والمنظمات الحكومية الدولية.

## التاريخ
تعود عملية إنشاء منظمة دولية تركز على التثقيف في مجال مكافحة الفساد إلى عام 2005، عندما بدأت مجموعة عمل من الإنتربول مناقشة هذا المسعى  وتم إطلاقها علنًا لأول مرة في عام 2006 في الجمعية العامة للإنتربول.
تم إطلاق الأكاديمية في عام 2010 من قبل مكتب الأمم المتحدة المعني بالمخدرات والجريمة والانتربول والمكتب الأوروبي لمكافحة الاحتيال وجمهورية النمسا وأصحاب المصلحة الآخرين للمساعدة في تنفيذ اتفاقية الأمم المتحدة لمكافحة الفساد. في 8 مارس 2011، اكتسبت الأكاديمية وضع منظمة دولية. اعتبارًا من عام 2013، وقعت 61 دولة على اتفاقية عضوية الأكاديمية، وصداقت عليها 38 دولة. منذ انضمام كينيا إلى الأكاديمية في أغسطس 2020، تضم المنظمة 80 عضوًا، بما في ذلك أربع منظمات حكومية دولية و76 دولة عضو في الأمم المتحدة.

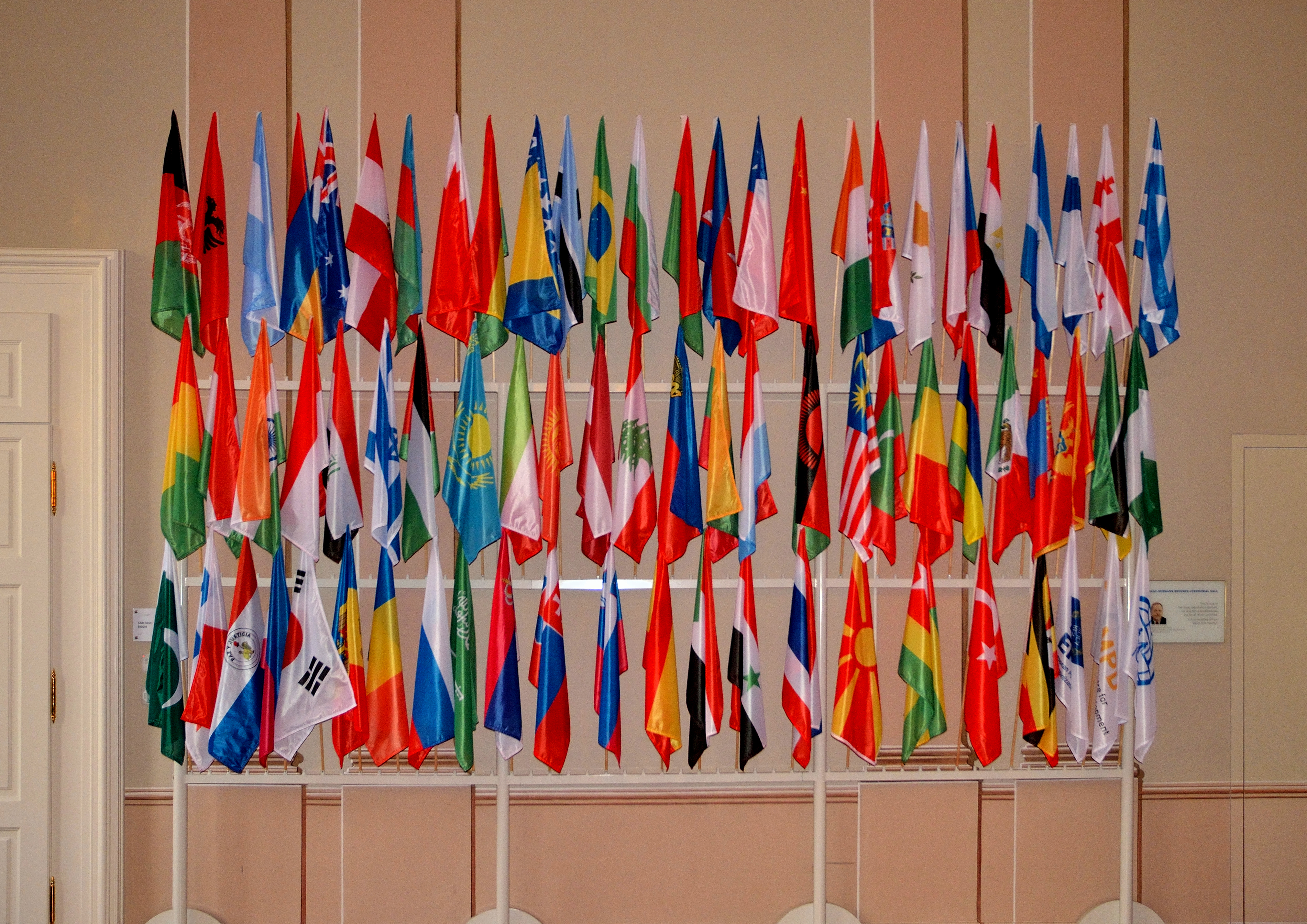
أعلام الدول الأعضاء في مقر الأكاديمية في لاكسنبورغ

## التنظيم

### البرنامج التعليمي
تم الاعتراف بالأكاديمية كمؤسسة للتعليم العالي من قبل وزارة العلوم والبحوث والاقتصاد النمساوية، ويحق لها بعد ذلك تقديم تعليم ما بعد التخرج في إطار مشروع بولونيا. بدأت أول برنامج ماجستير لها في فبراير 2013؛ في ذلك الوقت، كانت الدورات الدراسية تُدار في سبع كتل كل منها اثني عشر يومًا، وتستغرق أكثر من عامين.
تقدم الأكاديمية أربعة برامج ماجستير، يتم تقديم ثلاثة منها باللغة الإنجليزية، بينما يتم إجراء برنامج واحد باللغة الإسبانية. يوصف نهج الأكاديمية تجاه برامج الماجستير الخاصة به بأنه شامل من قبل منظمة الأمن والتعاون في أوروبا وبوابة الأبحاث التابعة لوزارة الاقتصاد والمالية الفرنسية. ذكرت صحيفة إل موندو أن الدراسات مصممة لتكون متعددة التخصصات ولها بعد عملي. في عام 2018 كان هناك ما يقرب من 1600 خريج.

### المالية
ذكرت المجلة الإخبارية النمساوية، نيوز، أن الأكاديمية رصدت ميزانية قدرها 12.98 مليون يورو للسنة المالية 2014 وميزانية قدرها 13.24 مليون يورو لعام 2015؛ مع ملاحظة أن الإيرادات الفعلية لعام 2013 بلغت 2.3 مليون يورو والنفقات كانت حوالي 2.1 مليون يورو. صرحت الأكاديمية أن الأرقام الأعلى كانت تستند إلى أهدافها الخاصة بجمع الأموال.
خلال الجمعية السابعة في سبتمبر 2018، أشار إدواردو فيتيري، رئيس مجلس محافظي الأكاديمية، إلى تقرير مراجع الحسابات الخارجي الذي خلص إلى أن الأكاديمية في خطر الإفلاس. تم تشكيل مجموعة عمل في ديسمبر 2018 لإعادة هيكلة وضع الدخل وتوليد مساهمات العضوية. قدمت الحكومة النمساوية مساهمة قدرها 544,000 يورو في ديسمبر 2018.

### القيادة
يرأس الأكاديمية عميدها، الذي يعمل أيضًا كسكرتير تنفيذي للمنظمة. شغل مارتن كروتنر المنصب منذ إنشاء الأكاديمية في مارس 2011 حتى نهاية يناير 2019. وظل المنصب شاغرا وتولته كريستيان بوهن هوفناجيل، رئيسة الخدمات العامة، بالإنابة. في 2 مارس 2020، تولى توماس ستيلزر منصبه كعميد وسكرتير تنفيذي جديد. ولايته الأولية محددة بأربع سنوات ويمكن تمديدها.

## العلاقات مع الدول الأعضاء
حدث جدل دولي تمت مناقشته داخل الأكاديمية في عام 2012، نشأت التوترات حين أكد ممثل سوريا أنه على الرغم من انتخاب مردخاي كرمنيتسر الإسرائيلي لمجلس محافظي الأكاديمية، فإن حكومته لم تقبل حق إسرائيل في الوجود. رد السفير الإسرائيلي على التعليق بطريقة وصفت بأنها خرق للبروتوكول الدبلوماسي.

## المحاضرين السابقين والحاليين
- مشتاق خان، خبير اقتصادي في مدرسة الدراسات الشرقية والأفريقية، جامعة لندن
- روبرت كليتجارد، خبير اقتصادي
- يوهان جراف لامبسدورف، خبير اقتصادي، ومؤسس مؤشر مدركات الفساد
- رونالد ماكلين أباروا، سياسي سابق
- سموكين وانجالا، قاض بالمحكمة العليا في كينيا [19]

## روابط خارجية
- الموقع الرسمي